# Fluxo luminoso

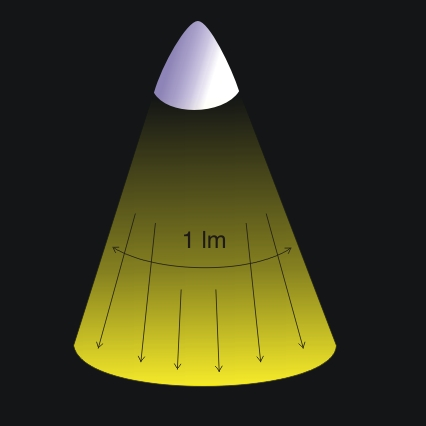
Exemplo: fluxo luminoso de um lumen emitido pela fonte luminosa

É chamado fluxo luminoso a radiação total emitida em todas as direções por uma fonte luminosa ou fonte de luz que pode produzir estímulo visual. Estes comprimentos de onda estão compreendidos entre 380 a 780 nm. Sua unidade é o lúmen (lm).
O fluxo luminoso é também muito utilizado em astronomia, já que é uma importante informação sobre as estrelas. Usando esse conceito, pode-se descobrir a temperatura da estrela, seu raio, sua distância à Terra, entre outras características.

## Medição

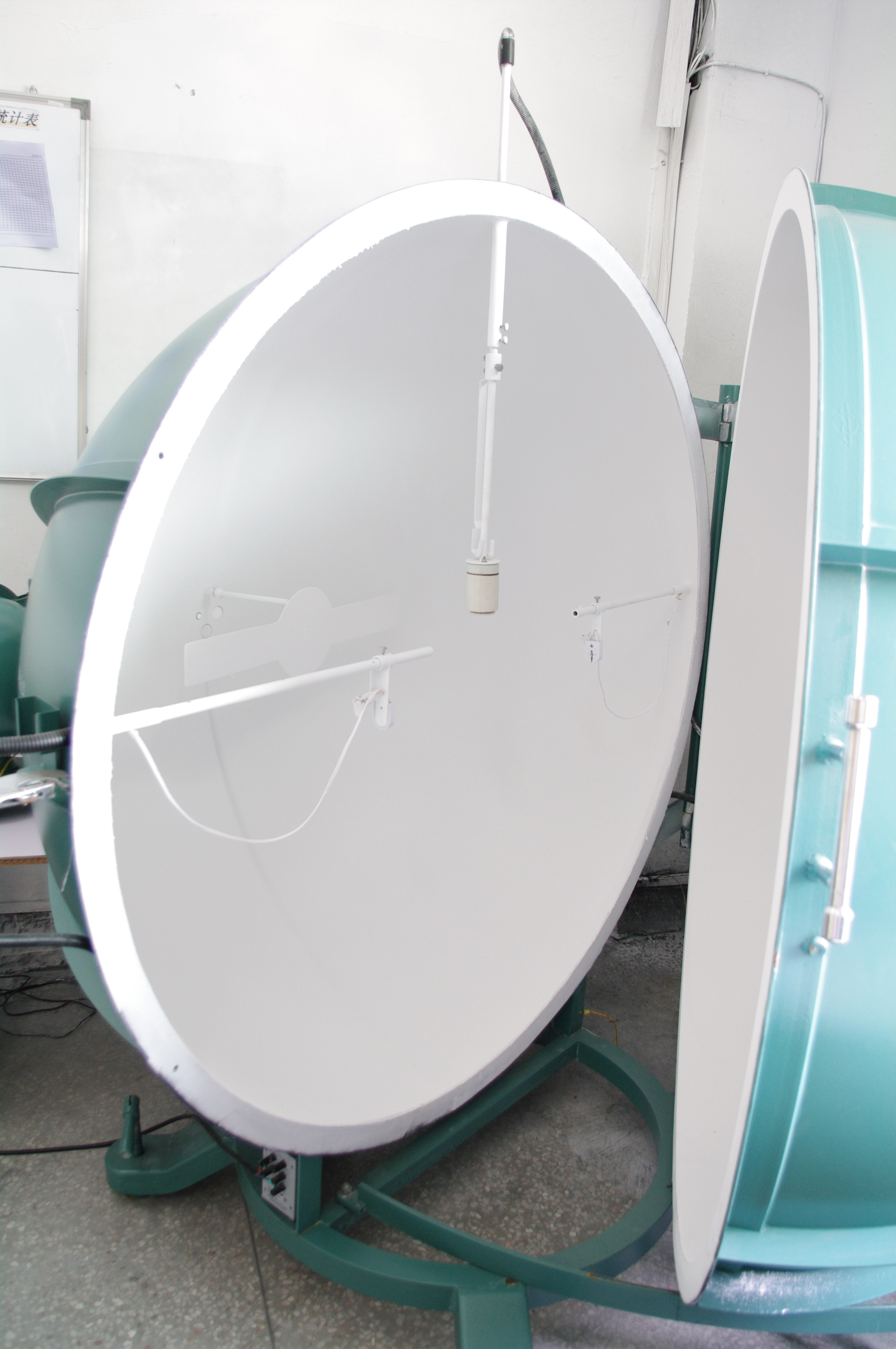
Modelo comercial de um esfera integradora: nessa imagem pode-se observar o revestimento interno da câmara

Para aferir quantos lumens são emitidos por uma fonte luminosa, é preciso medir nas direções onde se deseja esta informação, já que a fonte luminosa quase nunca irradia luz uniformemente em todas as direções. Para isso se utiliza um instrumento chamado esfera integradora que consiste em uma câmara esférica com um revestimento interior super reflexivo dentro da qual é fixada uma fonte luminosa. Esse revestimento serve de difusor e tem como objetivo espalhar os raios de luz de maneira homogênea na cavidade.

## Relação entre fluxo luminoso e luminosidade
Uma fonte radiante de intensidade luminosa conhecida Iv (em candela) terá um fluxo luminoso φv igual a:
{\displaystyle \phi _{v}=I_{v}\cdot 2\pi [1-cos({\tfrac {A}{2}})]}
onde A é o ângulo de irradiação da fonte. Uma dica para rápidas conversões é multiplicar a luminosidade da fonte por 4π, mas somente se esta estiver emitindo luz em todas as direções.
Da mesma maneira que uma vela com fluxo luminoso igual à 1 lm focada em um feixe (ângulo A) de um esferorradiano terá uma luminosidade de 1 cd (= 1 lm.sr-1). Entretanto caso o feixe seja ajustado para 1⁄2 esferorradiano a luminosidade passaria a ser 2 cd. O que passaria a ser observado seria um feixe mais estreito mas de maior brilho.

## Exemplos
Nessa seção alguns exemplos de fontes luminosas presentes no dia-a-dia e seu respectivo fluxo luminoso.
| Fonte                                     | Fluxo luminoso (lúmen) |
| ----------------------------------------- | ---------------------- |
| LED de potência (1 W)                     | 35                     |
| Lâmpada incandescente (40 W)              | 415                    |
| Lâmpada fluorescente (65 W)               | 4800                   |
| Lâmpada halogena de alta potência (20 kW) | 580 000                |